# Lucrinus
Lucrinus O. P.-Cambridge, 1904 è un genere di ragni appartenente alla famiglia Linyphiidae.

## Distribuzione
L'unica specie oggi attribuita a questo genere è stata reperita in Sudafrica.

## Tassonomia
A dicembre 2011, si compone di una specie:
- Lucrinus putus O. P.-Cambridge, 1904[3] — Sudafrica